# Francesco Serlupi Crescenzi
Francesco Serlupi Crescenzi (Roma, 26 ottobre 1755 – Roma, 6 febbraio 1828) è stato un cardinale italiano.

## Biografia

### Giovinezza
Nato a Roma il 26 ottobre 1755 dall'antica famiglia patrizia romana dei marchesi di baldacchino Serlupi Crescenzi, studiò legge e da giovane fu votante del Tribunale della Segnatura Apostolica sotto papa Pio VI e poi referendario dello stesso Tribunale di giustizia e di grazia (17 agosto 1780).

### La carriera ecclesiastica
Fu ordinato sacerdote il 4 maggio 1801. Fu auditore della Sacra Romana Rota (4 maggio 1801) e scelto dal cardinale Romoaldo Braschi-Onesti come vicario della patriarcale Basilica Vaticana (2 gennaio 1808). Fu pro-governatore di Roma (24 settembre 1808 - 6 luglio 1809) e venne rimosso dall'incarico dai francesi e inviato in Corsica, ivi imprigionato per tre anni. Decano degli auditori della Sacra Romana Rota nell'agosto 1817.
Creato cardinale presbitero nel concistoro del 10 marzo 1823, con il titolo di Santa Prassede (16 maggio 1823) e annoverato alle congregazioni cardinalizie della concistoriale, del concilio, dei riti, della reverenda Fabbrica di San Pietro e della Lauretana.

### La morte
Morì a Roma il 6 febbraio 1828 e fu esposto nella Basilica di Santa Maria in Aracoeli dove si svolsero i funerali celebrati dal cardinale De Gregorio e venne sepolto nella Cappella di famiglia dedicata alla SS. Concezione nella stessa chiesa.

## Ascendenza
|                                             |                |                                        | Genitori                            |  |  | Nonni |  |  | Bisnonni                            |  |  | Trisnonni                            |  |
|                                             |                |                                        |                                     |  |  |       |  |  | marchese Domenico Serlupi Crescenzi |  |  | marchese Francesco Serlupi Crescenzi |  |
|                                             |                |                                        |                                     |  |  |       |  |  | marchese Domenico Serlupi Crescenzi |  |  | marchese Francesco Serlupi Crescenzi |  |
|                                             |                | Clarice Da Filicaia, nobile fiorentina |                                     |  |  |       |  |  | marchese Domenico Serlupi Crescenzi |  |  |                                      |  |
| marchese Giovanni Filippo Serlupi Crescenzi |                |                                        |                                     |  |  |       |  |  | marchese Domenico Serlupi Crescenzi |  |  |                                      |  |
|                                             |                | Giulia Anna Verospi                    | marchese Giovanni Battista Verospi  |  |  |       |  |  |                                     |  |  |                                      |  |
|                                             |                | Giulia Anna Verospi                    | marchese Giovanni Battista Verospi  |  |  |       |  |  |                                     |  |  |                                      |  |
|                                             |                | Giulia Anna Verospi                    | Virginia Spada                      |  |  |       |  |  |                                     |  |  |                                      |  |
| marchese Girolamo Serlupi Crescenzi         |                | Giulia Anna Verospi                    |                                     |  |  |       |  |  |                                     |  |  |                                      |  |
|                                             |                | Giovanni Annibaldi della Molara        | Annibale Annibaldi della Molara     |  |  |       |  |  |                                     |  |  |                                      |  |
|                                             |                | Giovanni Annibaldi della Molara        | Annibale Annibaldi della Molara     |  |  |       |  |  |                                     |  |  |                                      |  |
|                                             |                | Giovanni Annibaldi della Molara        | Elisabetta Capranica, nobile romana |  |  |       |  |  |                                     |  |  |                                      |  |
| Maria Maddalena Annibaldi della Molara      |                | Giovanni Annibaldi della Molara        |                                     |  |  |       |  |  |                                     |  |  |                                      |  |
|                                             |                | Caterina Nunez                         | …                                   |  |  |       |  |  |                                     |  |  |                                      |  |
|                                             |                | Caterina Nunez                         | …                                   |  |  |       |  |  |                                     |  |  |                                      |  |
|                                             |                | Caterina Nunez                         | …                                   |  |  |       |  |  |                                     |  |  |                                      |  |
| Francesco Serlupi Crescenzi                 |                | Caterina Nunez                         |                                     |  |  |       |  |  |                                     |  |  |                                      |  |
|                                             | Pietro Mellini | Mario Mellini                          |                                     |  |  |       |  |  |                                     |  |  |                                      |  |
|                                             | Pietro Mellini | Mario Mellini                          |                                     |  |  |       |  |  |                                     |  |  |                                      |  |
|                                             | Pietro Mellini | Ginevra Capponi                        |                                     |  |  |       |  |  |                                     |  |  |                                      |  |
| Nicola Mellini                              | Pietro Mellini |                                        |                                     |  |  |       |  |  |                                     |  |  |                                      |  |
|                                             |                | Giulia Ceuli                           | Tiberio Ceuli                       |  |  |       |  |  |                                     |  |  |                                      |  |
|                                             |                | Giulia Ceuli                           | Tiberio Ceuli                       |  |  |       |  |  |                                     |  |  |                                      |  |
|                                             |                | Giulia Ceuli                           | Violante Crescenzi                  |  |  |       |  |  |                                     |  |  |                                      |  |
| Marianna Mellini                            |                | Giulia Ceuli                           |                                     |  |  |       |  |  |                                     |  |  |                                      |  |
|                                             |                | …                                      | …                                   |  |  |       |  |  |                                     |  |  |                                      |  |
|                                             |                | …                                      | …                                   |  |  |       |  |  |                                     |  |  |                                      |  |
|                                             |                | …                                      | …                                   |  |  |       |  |  |                                     |  |  |                                      |  |
| Ginevra Toruzzi                             |                | …                                      |                                     |  |  |       |  |  |                                     |  |  |                                      |  |
|                                             |                | …                                      | …                                   |  |  |       |  |  |                                     |  |  |                                      |  |
|                                             |                | …                                      | …                                   |  |  |       |  |  |                                     |  |  |                                      |  |
|                                             |                | …                                      | …                                   |  |  |       |  |  |                                     |  |  |                                      |  |
|                                             |                | …                                      |                                     |  |  |       |  |  |                                     |  |  |                                      |  |